# Shingo Natsume
Shingo Natsume (夏目 真悟, Natsume Shingo) est un animateur et réalisateur d'anime japonais.
Il est principalement connu pour avoir réalisé les séries Space Dandy, One Punch Man et Sonny Boy.

## Biographie

### Jeunesse et formation
Shingo Natsume est né en 1980 dans la préfecture d'Aomori, au nord du Japon. Dans cette région se trouvaient peu de stations de télévision locales, et il grandit donc plus avec les mangas que les animes, d'abord en lisant Dragon Ball ou Slam Dunk puis les mangas de Masakazu Katsura, particulièrement attiré par les styles plus réalistes de la fin des années 1980 et du début des années 1990.
Après la fin de son lycée, il déménage à Tokyo pour entrer dans une école technique spécialisée en arts visuels où il étudie les images numériques en 3D, et se met à s'intéresser aux métiers de l'animation et du design. En sortie d'école, il trouve un emploi au studio de jeu vidéo Overworks, filiale de Sega, où il travaille notamment sur des jeux Sakura Wars comme assistant designer en 2000.

### Début de carrière et ascension
Impressionné par les cinématiques animées de Sakura Wars animées par Hidenori Matsubara (en), il décide de se diriger vers l'animation traditionnelle malgré sa formation. Il quitte ainsi Overworks, et trouve un poste au studio J. C. Staff. Il commence à y travailler en tant qu'animateur en 2003, et comme animateur clé en 2005, avant d'être invité par Masashi Ishihama (avec qui il a travaillé sur Read or Die) à travailler au studio Gonzo.
Plus tard, il devient animateur indépendant, et travaille notamment comme animateur clé pour le studio Bones sur la série Fullmetal Alchemist: Brotherhood en 2009 et son film, L'étoile sacrée de Milos, en 2011.
À la suite de cette série, il débute dans la réalisation un an plus tard en dirigeant certains épisodes de The Tatami Galaxy, puis le premier OVA adapté du manga Hori-san to Miyamura-kun en 2012, ce qui lui permet de se voir attribuer son premier rôle de réalisateur de série complète pour Space Dandy en 2014. Il est repéré pour son travail sur Fullmetal Alchemist, et le réalisateur-en-chef Shin'ichirō Watanabe lui laisse une grande liberté créative, permettant une série avec de nombreux styles et animateurs invités différents selon les épisodes, comme Masaaki Yuasa, Sayo Yamamoto, Gorō Taniguchi, ou Kiyotaka Oshiyama,.
Natsume réalise par la suite la première saison de One-Punch Man, ACCA: 13-Territory Inspection Dept. (en), et Boogiepop and Others (en) en 2015, 2017 et 2019 respectivement,,.

### Réalisateur confirmé et auteur
En 2021, il collabore avec le studio Madhouse afin de réaliser une série originale qu'il écrit lui-même, Sonny Boy. La série est nommée l'année suivante aux Crunchyroll Anime Awards dans la catégorie d'anime de l'année, et Natsume nommé pour le prix du meilleur réalisateur.
L'année suivante, il réalise la suite de The Tatami Galaxy, Tatami Time Machine Blues, sous la forme d'une série courte diffusée sur Disney+ en Occident, après avoir été réalisateur d'épisode sous les ordres de Masaaki Yuasa sur l'original, puis avoir dirigé Yuasa sur Space Dandy.

## Style et influences
Depuis les années 2010, Natsume est considéré comme un des réalisateurs d'anime les plus talentueux de sa génération, en particulier pour sa mise en scène et la qualité des animateurs qu'il arrive à réunir et coordonner,,. Il est considéré comme un metteur en scène créatif, ambitieux, et surtout polyvalent, aussi à l'aise avec la comédie que le drame,. Il est parfois vu comme un relais entre une ancienne génération de réalisateurs pionniers et iconoclastes, à la vision très cinématographique et profonde de la mise en scène, et une nouvelle génération de créateurs et d'animateurs, plus portée sur la créativité visuelle et l'exploration de nouveaux styles.
En termes d'animation, il se dit particulièrement marqué par Neon Genesis Evangelion qu'il a vu dans sa jeunesse et qui l'a notamment marqué par son sens de l'action et du détail mécanique, et FLCL pour sa créativité visuelle et son atmosphère singulière. De façon analogue, il se dit plus marqué par les films Aliens, le retour et Terminator 2 : Le Jugement dernier que leurs épisodes originaux pour leurs scènes d'action et leur souci du détail et gimmicks mécaniques. Natsume se dit principalement influencé par les animateurs qu'il a rencontré aux studios J. C. Staff et Gonzo lors de son début de carrière d'animateur, notamment Masashi Ishihama, qui lui laisse une liberté certaine dans ses plans à animer, et Norio Matsumoto, dont les génériques de Naruto le marquent profondément.
Pour Sonny Boy, la première œuvre qu'il écrit en plus de la réaliser, il choisit de laisser beaucoup de place aux silences et à faire transparaître les émotions des motivations et personnages par la mise en scène uniquement, s'interdisant par ailleurs d'utiliser des monologues internes qu'il juge lourds et peu intéressants. La série évoque par ailleurs le libre arbitre qui entre en confrontation avec l'ordre, en isolant 36 lycéens dans un vide déconnecté du reste du monde, une façon pour Natsume d'exprimer comment les personnalités et les philosophies de chacun se heurtent à « l'illogisme » qui peut apparaître dans leur quotidien ou dans les règles de la société.

## Filmographie
Sauf mention contraire explicite, les informations de cette section sont tirées des cartons de crédits des œuvres mentionnées, ou de bases de données compilant ces mêmes crédits,,.

### Séries principales
| Année     | Titre                                    | Rôle(s)                                                                                      |
| --------- | ---------------------------------------- | -------------------------------------------------------------------------------------------- |
| 2003      | R.O.D -THE TV-                           | Intervalles                                                                                  |
| 2003–2004 | Maburaho                                 | Intervalles                                                                                  |
| 2004      | Melody of Oblivion                       | Intervalles                                                                                  |
| 2005      | Starship Operators                       | Animation clé                                                                                |
| 2005      | Mahoraba ~Heartful Days (en)             | Animation clé, intervalles                                                                   |
| 2005      | Speed Grapher                            | Animation clé                                                                                |
| 2005      | Honey and Clover                         | Animation clé, intervalles                                                                   |
| 2006      | Bienvenue dans la NHK                    | Directeur d'animation, animation clé                                                         |
| 2007      | Gurren Lagann                            | Animation clé                                                                                |
| 2007      | Bokurano, notre enjeu                    | Directeur d'animation, mecha design, animation clé                                           |
| 2008–2009 | Zettai Karen Children (en)               | Animation clé                                                                                |
| 2009      | Umi Monogatari                           | Épisode solo (#13 : réalisation, story-board, animation clé)                                 |
| 2009      | Fullmetal Alchemist: Brotherhood         | Animation clé                                                                                |
| 2010      | The Tatami Galaxy                        | Réalisation et story-board d'épisodes, animation clé                                         |
| 2014      | Space Dandy                              | Réalisateur, character design ponctuel, réalisation et story-board d'épisodes, animation clé |
| 2015      | One Punch Man                            | Réalisateur, réalisation et story-board d'épisodes                                           |
| 2017      | ACCA: 13-Territory Inspection Dept. (en) | Réalisateur, réalisation et story-board d'épisodes, animation clé                            |
| 2018      | Card Captor Sakura - Clear Card Arc      | Story-board d'épisodes                                                                       |
| 2019      | Boogiepop and Others (en)                | Réalisateur, réalisation et story-board d'épisodes                                           |
| 2021      | Sonny Boy                                | Création originale, réalisateur, scénariste, réalisation et story-board d'épisodes           |
| 2022      | The Tatami Time Machine Blues            | Réalisateur, réalisation et story-board d'épisodes                                           |

### Films
| Année | Titre                                                           | Rôle(s)                         |
| ----- | --------------------------------------------------------------- | ------------------------------- |
| 2005  | Mobile Suit Zeta Gundam : A New Translation II - Koibito-tachi  | Animation clé                   |
| 2006  | Doraemon: Nobita's Dinosaur 2006 (en)                           | Animation clé                   |
| 2007  | Doraemon: Nobita's New Great Adventure into the Underworld (en) | Animation clé                   |
| 2010  | Welcome to the Space Show (en)                                  | Animation clé                   |
| 2011  | Fullmetal Alchemist : L'Étoile sacrée de Milos                  | Sous-réalisateur, animation clé |
| 2017  | Night Is Short, Walk On Girl                                    | Story-board                     |

### Autres
| Année | Titre                                              | Type      | Rôle(s)                                      |
| ----- | -------------------------------------------------- | --------- | -------------------------------------------- |
| 2010  | Inazuma Eleven 3 Spark / Bomber                    | Jeu vidéo | Animation clé de cinématiques                |
| 2012  | Hori-san to Miyamura-kun                           | OVA       | Réalisateur, animation clé                   |
| 2013  | Iron Man : L'Attaque des technovores               | OVA       | Sous-réalisateur, story-board, animation clé |
| 2020  | ACCA: 13-Territory Inspection Dept. - Regards (en) | OVA       | Co-réalisateur                               |